# Ippa saprophaga
Ippa saprophaga är en fjärilsart som beskrevs av Diakonoff 1948. Ippa saprophaga ingår i släktet Ippa och familjen äkta malar. Inga underarter finns listade i Catalogue of Life.